# Coppa Europa di skeleton 2014
La Coppa Europa di skeleton 2014 è stata l'edizione 2013/2014 del circuito continentale europeo dello skeleton, manifestazione organizzata dalla Federazione Internazionale di Bob e Skeleton; è iniziata il 22 novembre 2013 ad Altenberg, in Germania, e si è conclusa il 16 gennaio 2014 a Sankt Moritz, in Svizzera. Vennero disputate sedici gare: otto per le donne e altrettante per gli uomini in cinque differenti località.
Vincitori dei trofei, conferiti agli atleti classificatisi per primi nel circuito, sono stati la tedesca Anna Fernstädt nel singolo femminile e il connazionale Dominic Rady in quello maschile.

## Calendario
| Località             | Data                | Donne | Uomini |
| -------------------- | ------------------- | ----- | ------ |
| Altenberg            | 22-23 novembre 2013 | ●●    | ●●     |
| Innsbruck            | 7-8 dicembre 2013   | ●●    | ●●     |
| Winterberg           | 17 dicembre 2013    | ●     | ●      |
| Schönau am Königssee | 11-12 gennaio 2014  | ●●    | ●●     |
| Sankt Moritz         | 16 gennaio 2014     | ●     | ●      |
| Totale               | Totale              | 8     | 8      |

## Risultati

### Donne
| Data             | Località             | Prime classificate            | Seconde classificate    | Terze classificate       |
| ---------------- | -------------------- | ----------------------------- | ----------------------- | ------------------------ |
| 22 novembre 2013 | Altenberg            | Tina Hermann Germania         | Maxi Just Germania      | Melissa Hoar Australia   |
| 23 novembre 2013 | Altenberg            | Tina Hermann Germania         | Maxi Just Germania      | Kim Meylemans Germania   |
| 7 dicembre 2013  | Innsbruck            | Anna Fernstädt Germania       | Maxi Just Germania      | Elina Galieva Russia     |
| 8 dicembre 2013  | Innsbruck            | Maxi Just Germania            | Elina Galieva Russia    | Anna Fernstädt Germania  |
| 17 dicembre 2013 | Winterberg           | Kim Meylemans Germania        | Maxi Just Germania      | Anna Fernstädt Germania  |
| 11 gennaio 2014  | Schönau am Königssee | Anna Fernstädt Germania       | Maxi Just Germania      | Kim Meylemans Germania   |
| 12 gennaio 2014  | Schönau am Königssee | Anna Fernstädt Germania       | Maxi Just Germania      | Renata Chuzina Russia    |
| 16 gennaio 2014  | Sankt Moritz         | Maria Marinela Mazilu Romania | Anna Fernstädt Germania | Lauri Bausch Stati Uniti |

### Uomini
| Data             | Località             | Primi classificati          | Secondi classificati  | Terzi classificati          |
| ---------------- | -------------------- | --------------------------- | --------------------- | --------------------------- |
| 22 novembre 2013 | Altenberg            | Axel Jungk Germania         | Dominic Rady Germania | Ruslan Sabitov Russia       |
| 23 novembre 2013 | Altenberg            | Axel Jungk Germania         | Dominic Rady Germania | Martin Rosenberger Germania |
| 7 dicembre 2013  | Innsbruck            | Dominic Rady Germania       | Axel Jungk Germania   | Michael Zachrau Germania    |
| 8 dicembre 2013  | Innsbruck            | Dominic Rady Germania       | Axel Jungk Germania   | Ruslan Sabitov Russia       |
| 17 dicembre 2013 | Winterberg           | Dominic Rady Germania       | Axel Jungk Germania   | Michael Zachrau Germania    |
| 11 gennaio 2014  | Schönau am Königssee | Martin Rosenberger Germania | Dominic Rady Germania | Axel Jungk Germania         |
| 12 gennaio 2014  | Schönau am Königssee | Martin Rosenberger Germania | Dominic Rady Germania | Axel Jungk Germania         |
| 16 gennaio 2014  | Sankt Moritz         | Dave Greszczyszyn Canada    | Axel Jungk Germania   | Dominic Rady Germania       |

## Classifiche

### Donne
| Pos. | Nome atleta         | Nazione     | ALT-1 | ALT-2 | INN-1 | INN-2 | WIN | KÖN-1 | KÖN-2 | STM | Punti |
| ---- | ------------------- | ----------- | ----- | ----- | ----- | ----- | --- | ----- | ----- | --- | ----- |
| 1    | Anna Fernstädt      | Germania    | 5     | 6     | 1     | 2     | 3   | 1     | 1     | 2   | 495   |
| 2    | Maxi Just           | Germania    | 2     | 2     | 2     | 1     | 2   | 2     | 2     | 15  | 487   |
| 3    | Kim Meylemans       | Germania    | 6     | 3     | 5     | 6     | 1   | 3     | 4     | 8   | 396   |
| 4    | Elina Galieva       | Russia      | 7     | 12    | 3     | 2     | 7   | 7     | 9     | 11  | 326   |
| 5    | Renata Chuzina      | Russia      | 11    | 7     | 6     | 7     | 9   | 4     | 3     | 12  | 313   |
| 6    | Lauri Bausch        | Stati Uniti | 14    | 10    | 9     | 11    | 8   | 5     | 5     | 3   | 301   |
| 7    | Anastasija Novikova | Russia      | 13    | 15    | 7     | 4     | 15  | 8     | 7     | 7   | 270   |
| 8    | Julija Kanakina     | Russia      | 4     | 5     | 4     | 4     | 4   | -     | -     | -   | 245   |
| 9    | Fabienne Hodler     | Svizzera    | 17    | DNS   | 13    | 12    | 10  | 9     | 10    | 6   | 210   |
| 10   | Kimberley Bos       | Paesi Bassi | -     | -     | 8     | 8     | 6   | 12    | 8     | 19  | 190   |

### Uomini
| Pos. | Nome atleta        | Nazione  | ALT-1 | ALT-2 | INN-1 | INN-2 | WIN | KÖN-1 | KÖN-2 | STM | Punti |
| ---- | ------------------ | -------- | ----- | ----- | ----- | ----- | --- | ----- | ----- | --- | ----- |
| 1    | Dominic Rady       | Germania | 2     | 2     | 1     | 1     | 1   | 2     | 2     | 3   | 540   |
| 2    | Axel Jungk         | Germania | 1     | 1     | 2     | 2     | 2   | 3     | 3     | 2   | 520   |
| 3    | Martin Rosenberger | Germania | 4     | 3     | 6     | 6     | 4   | 1     | 1     | 4   | 435   |
| 4    | Michael Zachrau    | Germania | 5     | 7     | 3     | 11    | 3   | 5     | 4     | 5   | 363   |
| 5    | Ruslan Sabitov     | Russia   | 3     | 4     | 7     | 3     | 9   | 8     | 7     | 17  | 324   |
| 6    | Alexander Auer     | Austria  | 8     | 11    | 5     | 4     | 10  | 7     | 8     | 6   | 307   |
| 7    | Neven Mitev        | Russia   | 13    | 9     | 8     | 9     | 6   | 4     | 6     | 9   | 294   |
| 8    | Marco Rohrer       | Svizzera | 9     | 14    | 4     | 5     | 10  | 15    | 11    | 14  | 261   |
| 9    | Florentin Spadin   | Svizzera | 12    | 8     | 11    | 8     | 5   | 12    | 9     | -   | 237   |
| 10   | Pavel Čuyko        | Russia   | 24    | 15    | 12    | 7     | 7   | 10    | 12    | 19  | 207   |